# 芮迺伟
芮迺伟（1963年12月28日—），常訛作芮乃偉，中国上海人，世界上第一位女子围棋九段棋手（后两位为丰云和朴鋕恩）。
1990年移居日本，1996年起居住在美国，1999年在旅美韩裔棋手车敏洙的联系下，与丈夫江铸久一起前往韩国，成为韩国客座棋手，并随后转为正式棋手。2011年返回中国棋院，现为中国棋院棋手。

## 生平
生于上海，11岁开始学棋，22岁升为七段，1988年25岁升为九段。
1990年移居日本，未能参加日本棋院比赛，但在《圍碁》杂志上与日本棋士对弈。1992年，她在日本与江鋳久九段结婚。同年，代表中国参加應氏杯，击败小松英樹八段、李昌鎬九段、梁宰豪八段晋级半决赛，最终不敌大竹英雄九段。1993年成为吴清源九段的学生，并于1992年至1996年担任《21世纪围棋》研究助理。1993年，她代表中国参加首届女子世界锦标赛翠宝杯，并获得冠军。她还赢得了宝海杯。
自1996年起居住在美国。后在曹薰铉的帮助下，夫妻二人注册成为韩国棋手。
芮迺偉在1993年至2003年間的十次女子個人世界棋賽中一共獲得8次冠軍，在2000年更奪得韓國棋院的國手頭銜（2:1胜曹薰铉），是迄今為止，唯一奪得重要無限制围棋公开赛頭銜的女子圍棋棋士。后又于2004年获得麦馨杯九段最强战冠军（决赛2:1胜刘昌赫）。在韩国的女子棋战中也有不俗发挥，累计获得10次女子名人、8次女子国手及4次女子棋圣冠军。2011年返回中国棋院后，于2013年获得建桥杯冠军，2017年获全运会围棋比赛冠军。国际比赛中最好成绩是第二届应氏杯4强。
芮迺偉及其丈夫江鑄久是世界上第一對圍棋九段夫妻。

## 离开中国的原因

### 三峡事件
1987年的中日围棋对抗赛，中方采取了坐游轮自重庆出发沿长江顺流而下经过长江三峡，一站一站比赛的方式。这一年有资格参加中日围棋对抗赛的女子棋手只有三位，芮乃伟，杨晖和张璇。日本围棋队派来了包括加藤正夫、依田纪基、彦坂直人、今村俊也、大矢浩一等八人的代表团。
中国队内临时规定女棋手不许到男棋手的房间去。依田纪基邀请中国棋手下快棋，芮迺伟和张璇违反了该规定，被帶隊领导严厉批评，甚至被稱為“行为不检点”，芮乃伟的国手战本赛资格被禁，张璇则被取消棋王赛的预赛资格。芮迺偉承認違反了隊內規定，但對“行為不檢點”這種侮辱人格的說法表示抗議，這導致她離開了圍棋隊並且出國謀求發展。

### 国际比赛选拔机制
当时中国棋手有5个名额，参加富士通杯国际围棋比赛。中国国内选拔赛方式是当年全国男子围棋个人赛的第一、第二名可以直接获得名额，余下的名额在年底选拔赛中确定。这样男棋手就有两次机会而女棋手只有一次机会。芮认为女性选手的机会少，提出希望参加男子围棋赛，但被拒绝。